# Тун, Петрус
Пе́трус Тун (англ. Petrus Tun; 19 марта 1936 — 23 марта 1999) — политик и первый вице-президент Федеративных Штатов Микронезии в 1979—1983 годах.
Тун служил в качестве первого вице-президента Федеративных Штатов Микронезии в течение первого срока президента Тосиво Накаямы (1979—1983).
Он также был вторым губернатором штата Яп с 1987 по 1995 год и сенатором во времена подопечной территории. Кроме того, он занимал другие высокие должности в государственных и частных предприятиях.
Несмотря на его пожелания, после смерти уважаемый многими согражданами Тун был удостоен государством официальных похорон, на которые пришло много людей.